# Kauris
Kauris är en ö nära Haverö i Nagu,  Finland. Den ligger i Skärgårdshavet i Pargas stad i den ekonomiska regionen  Åboland i landskapet Egentliga Finland, i den sydvästra delen av landet. Ön ligger omkring 4 kilometer sydväst om Haverö, 6 kilometer öster om Nagu kyrka, 30 kilometer sydväst om Åbo och omkring 160 kilometer väster om Helsingfors. Närmaste allmänna förbindelse är förbindelsebryggan vid Själö som trafikeras av M/S Falkö och M/S Östern.
Öns area är 3,8 hektar och dess största längd är 300 meter i öst-västlig riktning. Ön höjer sig omkring 35 meter över havsytan. I omgivningarna runt Kauris växer i huvudsak barrskog.